# گروه آلپاری
گروه آلپاری یک کارگزار معروف و بزرگ ارز خارجی و بروکر معاملات فارکس ، فلزات گرانبها و سی‌اف‌دی است که بیش از 27 سال سابقه ارائه خدمات به تریدرهای جهان را  دارد. این شرکت در سال 1998 در کازان روسیه تاسیس شد اما، در سال 2002 بود که وب‌سایت خود را به زبان انگلیسی، در دسترس کاربران قرار داد و پس از آن شروع به گسترش دامنه فعالیت خود در سطح بین‌المللی کرد.
این بروکر در منطقه خاورمیانه وسعت خدمات و محبوبیت بالایی خصوصا نزد تریدرهای ایرانی دارد چرا که با ساپورت بسیار قوی فارسی زبان خود، مسیر ورود به بازارهای جهانی را برای ایشان هموار کرده است. 